# Tomiko Itooka
Tomiko Itooka (em japonês: 糸岡 富子, romanizado:  Itooka Tomiko, Ashiya, 23 de maio de 1908 — Ashiya, 29 de dezembro de 2024) foi uma supercentenária japonesa que, aos 116 anos, foi reconhecida como a pessoa viva mais velha do mundo desde a morte de Maria Branyas, da Espanha, em 19 de agosto de 2024. Se tornou a pessoa viva mais velha do Japão após a morte de Fusa Tatsumi, em 12 de dezembro de 2023. Em janeiro de 2025 a prefeitura de Ashiya, cidade onde residia, anunciou que Tomiko faleceu em 29 de dezembro de 2024, aos 116 anos e 220 dias. A partir de então, o título de pessoa mais velha com idade comprovada passou a ser da freira brasileira Inah Canabarro Lucas.

## Biografia

### Vida pessoal
Após a morte do marido, em 1979, viveu sozinha até 1989. Durante esses dez anos, escalou frequentemente o Monte Nijō, escalou o Monte Ontake duas vezes (usando tênis em vez de botas de caminhada) e também participou da Peregrinação Osaka 33 Kannon, que foi uma peregrinação a mais de 33 templos. Aos 100 anos, em 2008, escalou com sucesso cada degrau do santuário Ashiya sem qualquer ajuda.

### Saúde e longevidade
Em 1989, mudou-se com suas duas filhas. Em 2019, aos 110 anos, ela se mudou para uma casa de repouso em Ashiya, em Hyogo. Aos 116 anos, ainda é capaz de se mover independentemente, mas usa frequentemente uma cadeira de rodas. Quando o Guinness a designou oficialmente como a pessoa viva mais velha do mundo, Itooka comentou "obrigada".

### Morte
Morreu em uma casa de repouso, em Ashiya, em 29 de dezembro de 2024 e a causa da morte não foi informada.